# Radu Popescu-Zeletin
Radu Popescu-Zeletin (n. 1947, București, România) este un informatician german de origine română, membru de onoare al Academiei Române (din 1997).
Este fiul lui Ion Popescu-Zeletin, membru corespondent al Academiei Române.
A absolvit Institutul Politehnic București, și-a luat doctoratul la Universitatea din Bremen și încă un doctorat la Universitatea Tehnică Berlin.
Profesorul universitar Doctor Inginer Radu Popescu, predă  la Universitatea Tehnică din Berlin. El s-a specializat în domeniul sistemelor de comunicații, fiind directorul Institutului Frauenhofer pentru sisteme de comunicații deschise FOKUS (Fraunhofer-Institut für Offene Kommunikationssysteme) încă de la înființare.  Radu Popescu a lucrat mai mulți ani în cercetare și în compartimenul  BERKOM ocupând o funcție de conducere la firma germană de telecomunicații Telekom. El a luat parte și la proiectul de dezvoltare în domeniul ISDN. Radu Popescu-Zeletin a publicat nemumărate sisteme și aplicații pentru calculatoare electronice și în procesul de standardizare a sistemelor (DIN, ISO, EURESCOM. El a întemeiat mai multe firme care sunt active în domeniul telecomunicațiilor ca IKV++ Technologies AG, IVISTAR AG, Testing Technologies IST GmbH, TwonkyVision GmbH, ICAM GmbH. Prof. Popescu-Zeletin este membru a coorporației Interoperability Executive Customer Council de la  Microsoft din Seattle. După declarația domniei sale într-un interviu la Televiziunea Română din data de 20 octombrie 2010, el a părăsit România în timpul regimului Ceaușescu fiind cumpărat de cineva din Berlinul de Vest.
În 2004 a fost decorat cu Ordinul național „Pentru Merit” în grad de Comandor.